# Iunie 1993
Acest articol este generat integral pe baza informațiilor din articolul 1993 și este actualizat periodic de un robot.
 Editările făcute în articol vor fi șterse la următoarea actualizare! Dacă doriți să faceți modificări, editați articolul-sursă.

ianuarie -
februarie -
martie -
aprilie -
mai -
iunie -
iulie -
august -
septembrie -
octombrie -
noiembrie -
decembrie
Iunie 1993 a fost a șasea lună a anului și a început într-o zi de marți.

## Evenimente
- 6 iunie: În Mongolia se desfășoară primele alegeri prezidențiale directe.
- 16 iunie: Inaugurarea primului post privat de televiziune din România - „SOTI".
- 28 iunie: Andrei Șerban, director al Teatrului Național București, își prezintă demisia din această funcție, unul dintre motivele acestei decizii fiind indiferența factorilor de decizie față de cultură.
- 29 iunie: Președintele Ion Iliescu cere guvernului să cerceteze condițiile încheierii afacerii Petromin.

## Nașteri
- 5 iunie: Alina Rotaru, sportivă română
- 6 iunie: Lóránt Kovács, fotbalist român de etnie maghiară
- 6 iunie: Lorant Kovacs, fotbalist român
- 7 iunie: George Ezra Barnett, cântăreț britanic
- 9 iunie: Lidia Buble, cântăreață română
- 14 iunie: António Conceição da Silva Oliveira (aka Toni Conceição), fotbalist și antrenor portughez
- 14 iunie: Gunna, rapper și cântăreț american
- 21 iunie: Reni Takagi, cântăreață japoneză
- 21 iunie: Dylan Groenewegen, ciclist olandez
- 22 iunie: Loris Sven Karius, fotbalist german (portar)
- 22 iunie: Andra Matei, interpretă română de muzică populară
- 24 iunie: Maxim Dubarenco, jucător de tenis din R. Moldova
- 26 iunie: Ariana Grande-Butera, cântăreață americană
- 27 iunie: Raphael Andrei Stănescu, fotbalist român

## Decese
Tahar Djaout, 39 ani, scriitor algerian (n. 1954)
Francis Ebejer, 67 ani, scriitor maltez (n. 1925)
Ivan Potrč, 80 ani, scriitor sloven (n. 1913)
James Hunt (James Simon Wallis Hunt), 45 ani, pilot britanic de Formula 1 (n. 1947)
Jean Cau, scriitor francez (n. 1925)
William Golding (n. William Gerald Golding), 81 ani, romancier britanic, laureat al Premiului Nobel (1983), (n. 1911)
Zdeněk Kopal, 79 ani, astronom ceh (n. 1914)
George-Ioan Beșe, 71 ani, politician român (n. 1922)